# Giorgio Vasta
Œuvres principales
- Le Temps matériel

Giorgio Vasta, né le 12 mars 1970 à Palerme (Italie), est un écrivain italien.

## Biographie
Giorgio Vasta est né le 12 mars 1970 à Palerme (Italie). Il obtient en 1998 un master de techniques narratives à la Scuola Holden de Turin, ouverte deux ans plus tôt. Après un passage chez Einaudi en tant qu'éditeur, il rejoint la Scuola Holden en 1999 en tant que chargé d'enseignement, d'édition et de projets divers. Il enseigne également l'écriture créative à l'Institut Européen de Design de Turin.      
En 2008, son premier roman, Il tempo materiale, connaît un vif succès critique et commercial. Proposant une lecture des années de plomb en 1978 à travers le regard et les actions de trois pré-adolescents siciliens jouant très sérieusement à émuler les Brigades rouges, finaliste des prix Dessi et Berto, il est également fort remarqué à sa traduction en français (Le Temps matériel) en 2010, et obtient le prix Ulysse du premier roman en 2011.     
En 2010, son deuxième roman, Spaesamento, est salué notamment pour la finesse et l'humour corrosif de son traitement de l'ère Berlusconi en Italie. À la parution de la traduction française (Dépaysement) en 2012, l'universitaire Philippe Daros analyse dans la revue Vox Poetica la manière dont, sans s'inscrire dans le mouvement du New Italian Epic, le travail de Giorgio Vasta présente de réelles convergences avec celui du collectif bolonais Wu Ming.     
Il vit et travaille à Turin.     

## Œuvres
- Il tempo materiale, roman, minimum fax, 2008.
  - En français : Le Temps matériel, trad. Vincent Raynaud, Gallimard, 2010.
- Spaesamento, roman, Laterza, 2010.
  - En français : Dépaysement, trad. Vincent Raynaud, Gallimard, 2012.
- (avec Ramak Fazel) Absolutely Nothing - Storie e sparizioni nei deserti americani, journal de voyage illustré de photographies, Quodlibet Humboldt, 2016[7].
  - En français : Absolutely Nothing. Histoires et disparitions dans les déserts américains, trad. Louise Bodonnat, Verdier, coll. « Terra d’altri », 2023.